# All That Echoes
| Đánh giá chuyên môn | Đánh giá chuyên môn |
| Điểm trung bình     | Điểm trung bình     |
| Nguồn               | Đánh giá            |
| ------------------- | ------------------- |
| Metacritic          | 69/100              |
| Nguồn đánh giá      |                     |
| Nguồn               | Đánh giá            |
| AllMusic            | [ 4 ]               |

All That Echoes là album phòng thu thứ sáu của nam ca sĩ kiêm người viết bài hát người Mỹ Josh Groban. Được sản xuất bởi Rob Cavallo, album ra mắt ở vị trí quán quân trên bảng xếp hạng Billboard 200 với doanh số đạt 145.000 bản trong tuần đầu phát hành. Album đã bán được 532.000 bản tại Hoa Kỳ tính đến tháng 4 năm 2015.

## Bối cảnh phát hành
Ngày 18 tháng 11 năm 2012, thông tin về việc phát hành album được công bố cùng với ảnh bìa, tựa đề và ngày phát hành được ấn định vào ngày 5 tháng 2 năm 2013. Album có sẵn để đặt trước thông qua trang bán lẻ Amazon.com vào ngày 27 tháng 11. Groban đã ghi âm các phiên bản hát lại các bài hát của Stevie Wonder và Glen Hansard cho album này. Ca khúc đầu tiên của album, "Brave", được phát hành thành đĩa đơn vào ngày 18 tháng 12 năm 2012. Groban đã quảng bá cho album thông qua chuyến lưu diễn All That Echoes World Tour.

## Danh sách bài hát
| STT              | Nhan đề                                                                                                   | Sáng tác                                            | Sản xuất         | Thời lượng |
| ---------------- | --- | --------------------------------------------------- | ---------------- | ---------- |
| 1.               | "Brave"                                                                                                   | Josh Groban, Tawgs Salter, Chantal Kreviazuk        | Rob Cavallo      | 3:59       |
| 2.               | "False Alarms" (với phần sắp xếp đàn dây thực hiện bởi David Campbell)                                    | Groban, Lester Mendez                               | Cavallo          | 4:33       |
| 3.               | "Falling Slowly"                                                                                          | Glen Hansard, Markéta Irglová                       | Cavallo          | 4:20       |
| 4.               | "She Moved Through the Fair"                                                                              | Traditional                                         | Cavallo          | 4:55       |
| 5.               | "Below the Line"                                                                                          | Groban, Salter, Simon Wilcox                        | Cavallo          | 3:28       |
| 6.               | "E ti prometterò" (hợp tác với Laura Pausini, cùng với phần sắp xếp đàn dây thực hiện bởi David Campbell) | Groban, Mendez, Salter, Marco Marinangeli           | Mendez           | 3:56       |
| 7.               | "The Moon Is a Harsh Mistress" (với phần sắp xếp đàn dây thực hiện bởi David Campbell)                    | Jimmy Webb                                          | Cavallo          | 3:45       |
| 8.               | "Un alma más" (hợp tác với Arturo Sandoval)                                                               | Groban, Mendez, Salter, Claudia Brant               | Mendez           | 4:10       |
| 9.               | "Happy in My Heartache" (với phần sắp xếp đàn dây thực hiện bởi David Campbell)                           | Groban, Salter                                      | Cavallo          | 3:08       |
| 10.              | "Hollow Talk" (với phần sắp xếp đàn dây thực hiện bởi David Campbell)                                     | Jannis Makrigiannis, Anders Rhedin, Frederik Nordsø | Cavallo          | 5:34       |
| 11.              | "Sincera"                                                                                                 | Groban, Walter Afanasieff, Marinangeli              | Afanasieff       | 3:35       |
| 12.              | "I Believe (When I Fall in Love It Will Be Forever)"                                                      | Stevie Wonder, Yvonne Wright                        | Cavallo          | 5:58       |
| Tổng thời lượng: | Tổng thời lượng:                                                                                          | Tổng thời lượng:                                    | Tổng thời lượng: | 51:21      |

| Bài hát thêm của phiên bản dành cho người hâm mộ | Bài hát thêm của phiên bản dành cho người hâm mộ | Bài hát thêm của phiên bản dành cho người hâm mộ | Bài hát thêm của phiên bản dành cho người hâm mộ |
| STT                                              | Nhan đề                                          | Sáng tác                                         | Thời lượng                                       |
| ------------------------------------------------ | ------------------------------------------------ | ------------------------------------------------ | ------------------------------------------------ |
| 13.                                              | "Changing Colours"                               | Dekker                                           | 4:48                                             |
| 14.                                              | "Satellite"                                      | Matthews                                         | 4:15                                             |
| 15.                                              | "Grazie"                                         | Groban, Afanasieff, Marinangeli                  | 4:17                                             |
| Tổng thời lượng:                                 | Tổng thời lượng:                                 | Tổng thời lượng:                                 | 1:04:43                                          |

| Bài hát thêm cho phiên bản phát hành trên Target và phiên bản cao cấp phát hành tại Canada | Bài hát thêm cho phiên bản phát hành trên Target và phiên bản cao cấp phát hành tại Canada | Bài hát thêm cho phiên bản phát hành trên Target và phiên bản cao cấp phát hành tại Canada | Bài hát thêm cho phiên bản phát hành trên Target và phiên bản cao cấp phát hành tại Canada |
| STT                                                                                        | Nhan đề                                                                                    | Sáng tác                                                                                   | Thời lượng                                                                                 |
| ------------------------------------------------------------------------------------------ | ------------------------------------------------------------------------------------------ | ------------------------------------------------------------------------------------------ | ------------------------------------------------------------------------------------------ |
| 13.                                                                                        | "Changing Colours"                                                                         | Dekker                                                                                     | 4:48                                                                                       |
| 14.                                                                                        | "Satellite"                                                                                | Matthews                                                                                   | 4:15                                                                                       |
| 15.                                                                                        | "Grazie"                                                                                   | Groban, Afanasieff, Marinangeli                                                            | 4:17                                                                                       |
| 16.                                                                                        | "Play Me" (với phần sắp xếp đàn dây thực hiện bởi David Campbell)                          | Catalano, Diamond                                                                          | 3:28                                                                                       |

## Xếp hạng và chứng nhận
| Bảng xếp hạng (2013) | Vị trí cao nhất |
| -------------------- | --------------- |
| Nam Phi (RISA)       | 2               |
| Hoa Kỳ Billboard 200 | 1               |

| Quốc gia                                                                           | Chứng nhận | Số đơn vị/doanh số chứng nhận |
| ---------------------------------------------------------------------------------- | ---------- | ----------------------------- |
| Canada (Music Canada)                                                              | Vàng       | 40.000^                       |
| Anh Quốc (BPI)                                                                     | Bạc        | 60.000^                       |
| Hoa Kỳ (RIAA)                                                                      | Vàng       | 500.000^                      |
| * Chứng nhận dựa theo doanh số tiêu thụ. ^ Chứng nhận dựa theo doanh số nhập hàng. |            |                               |